# Закон и кулак
«Закон и кулак» (пол. Prawo i pięść) — польский художественный фильм 1964 года по роману Юзефа Хена «Тост».

## Сюжет
Главный герой фильма — бывший узник концлагеря Анджей Кениг — принимает предложение стать временным представителем власти в бывшем немецком опустевшем городке. Его включают в группу случайно набранных людей, которые должны были обеспечить сохранность имущества в расположенном рядом с городком санатории. Вскоре, однако, Анджей начинает понимать, что в действительности его спутники — авантюристы, пытающиеся любыми способами обогатиться… Анджей вступает в схватку с ними.

## В ролях
- Густав Холоубек — Анджей Кениг
- Болеслав Плотницкий — уполномоченный
- Веслав Голас — Антек Смулка
- Рышард Петруский — Вияс (советский дубляж — Роберт Чумак)
- Ежи Пшибыльский — «доктор» Мелецкий
- Здзислав Маклякевич — Чесек Врубель
- Збигнев Добжиньский — Рудловский
- Зофья Мрозовска — Анна
- Ханна Скаржанка — Барбара
- Эва Вишневская — Янка
- Веслава Квасьневская — Зоська
- Юзеф Новак — поручик Вжесиньский
- Зофья Червиньская — репатриантка
- Михал Шевчик — милиционер